# Mandjelia oenpelli
Mandjelia oenpelli là một loài nhện trong họ Barychelidae. Loài này phân bố ờ Noordelijk Territorium.